# Voise Winters
Voise Winters, né le 12 octobre 1962 à Chicago, en Illinois, est un joueur américain naturalisé espagnol de basket-ball, évoluant au poste d'ailier fort.

## Palmarès
- Champion NIT 1982
- First Team All-MVC 1985
- All-Star LNB 1993
- Coupe du Roi 1999